# Teorema di decomposizione di Hahn
In matematica, il teorema di decomposizione di Hahn, il cui nome è dovuto al matematico austriaco Hans Hahn, afferma che dato uno spazio misurabile {\displaystyle (X,\Sigma )} e una misura con segno {\displaystyle \mu } definita sulla sigma-algebra {\displaystyle \Sigma }, esistono due insiemi misurabili {\displaystyle P} e {\displaystyle N} in {\displaystyle \Sigma } tali che:
- {\displaystyle P\cup N=X} e {\displaystyle P\cap N=\emptyset }
- Per ogni {\displaystyle E\in \Sigma } tale che {\displaystyle E\subseteq P} si verifica {\displaystyle \mu (E)\geq 0}, ovvero {\displaystyle P} è un insieme positivo per {\displaystyle \mu }.
- Per ogni {\displaystyle E\in \Sigma } tale che {\displaystyle E\subseteq N} si verifica {\displaystyle \mu (E)\leq 0}, ovvero {\displaystyle N} è un insieme negativo per {\displaystyle \mu }.

Inoltre, tale decomposizione è essenzialmente unica: per ogni altra coppia {\displaystyle P'} e {\displaystyle N'} di insiemi misurabili che soddisfano la definizione le differenze simmetriche {\displaystyle P\Delta P'} e {\displaystyle N\Delta N'} sono insiemi {\displaystyle \mu }-nulli, nel senso che ogni loro sottoinsieme ha misura nulla rispetto alla misura {\displaystyle \mu }. La coppia {\displaystyle (P,N)} è chiamata decomposizione di Hahn.

## Teorema di decomposizione di Jordan
Una conseguenza del teorema di decomposizione di Hahn è il teorema di decomposizione di Jordan, che afferma che ogni misura con segno {\displaystyle \mu } può essere decomposta in modo unico nella differenza:
{\displaystyle \mu =\mu ^{+}-\mu ^{-}}
di due misure positive {\displaystyle \mu ^{+}} e {\displaystyle \mu ^{-}}, di cui almeno una delle due è una misura finita, tali che {\displaystyle \mu ^{+}(E)=0} se {\displaystyle E\subseteq N} e {\displaystyle \mu ^{-}(E)=0} se {\displaystyle E\subseteq P} per ogni decomposizione di Hahn {\displaystyle (P,N)} di {\displaystyle \mu }. Le due misure {\displaystyle \mu ^{+}} e {\displaystyle \mu ^{-}} sono dette rispettivamente parte positiva e parte negativa di {\displaystyle \mu }, e la coppia {\displaystyle (\mu ^{+},\mu ^{-})} è chiamata decomposizione di Jordan o decomposizione di Hahn-Jordan.
Le due misure possono essere definite come:
{\displaystyle \mu ^{+}(E):=\mu (E\cap P)\qquad \mu ^{-}(E):=-\mu (E\cap N)\qquad \forall E\in \Sigma }
per ogni decomposizione di Hahn {\displaystyle (P,N)} di {\displaystyle \mu }. La decomposizione di Jordan è unica (mentre la decomposizione di Hahn è soltanto essenzialmente unica).
Come corollario, data una decomposizione di Jordan {\displaystyle (\mu ^{+},\mu ^{-})} di una misura finita {\displaystyle \mu }, si ha:
{\displaystyle \mu ^{+}(E)=\sup _{B\in \Sigma ,B\subset E}\mu (B)\qquad \mu ^{-}(E)=-\inf _{B\in \Sigma ,B\subset E}\mu (B)\qquad \forall E\in \Sigma }
Inoltre, se {\displaystyle \mu =\nu ^{+}-\nu ^{-}} per una coppia di misure finite e non negative {\displaystyle (\nu ^{+},\nu ^{-})}, allora:
{\displaystyle \nu ^{+}\geq \mu ^{+}\qquad \nu ^{-}\geq \mu ^{-}}
che significa che la decomposizione di Jordan è la decomposizione minimale di {\displaystyle \mu } nella differenza di due misure non negative. In alcuni testi si parla di "proprietà di minimalità" della decomposizione di Jordan.

## Dimostrazione
La dimostrazione del teorema di decomposizione di Hahn può essere suddivisa, per comodità, in tre parti. Nella prima si mostra un lemma preliminare, nella seconda si costruisce la decomposizione e nella terza se ne dimostra l'unicità.
- Un insieme negativo è un insieme {\displaystyle A\in \Sigma } tale per cui {\displaystyle \mu (B)\leq 0} per ogni {\displaystyle B\in \Sigma } che è un sottoinsieme di {\displaystyle A}. Si ponga che {\displaystyle \mu } non assume il valore {\displaystyle -\infty }, e che {\displaystyle D\in \Sigma } soddisfa {\displaystyle \mu (D)\leq 0}. Allora esiste un insieme negativo {\displaystyle A\subseteq D} tale che {\displaystyle \mu (A)\leq \mu (D)}.

Per dimostrare questo fatto, sia {\displaystyle A_{0}=D} e si assuma per induzione che per {\displaystyle n\in \mathbb {N} } sia possibile trovare {\displaystyle A_{n}\subseteq D}. Sia inoltre:
{\displaystyle t_{n}=\sup\{\mu (B):B\in \Sigma ,\,B\subset A_{n}\}}
l'estremo superiore di {\displaystyle \mu (B)} valutato su tutti i sottoinsiemi misurabili {\displaystyle B} di {\displaystyle A_{n}}, che può anche essere infinito. Dato che l'insieme vuoto {\displaystyle \emptyset } è un possibile candidato per {\displaystyle B} nella definizione di {\displaystyle t_{n}}, e che {\displaystyle \mu (\emptyset )=0}, si ha {\displaystyle t_{n}\geq 0}. Per come è stato definito {\displaystyle t_{n}}, esiste {\displaystyle B_{n}\subseteq A_{n}} in {\displaystyle \Sigma } che soddisfa:
{\displaystyle \mu (B_{n})\geq \min\{1,t_{n}/2\}}
Per concludere il procedimento induttivo è sufficiente porre {\displaystyle A_{n+1}=A_{n}\setminus B_{n}}. Definendo:
{\displaystyle A=D\setminus \bigcup _{n=0}^{\infty }B_{n}}
dal momento che gli insiemi {\displaystyle (B_{n})_{n\geq 0}} sono sottoinsiemi disgiunti di {\displaystyle D}, segue dalla sigma additività della misura con segno {\displaystyle \mu } che:
{\displaystyle \mu (A)=\mu (D)-\sum _{n=0}^{\infty }\mu (B_{n})\leq \mu (D)-\sum _{n=0}^{\infty }\min\{1,t_{n}/2\}}
Questo mostra che {\displaystyle \mu (A)\leq \mu (D)}. Se {\displaystyle A} è un insieme non-negativo allora esiste {\displaystyle B} in {\displaystyle \Sigma } che è sottoinsieme di {\displaystyle A} e soddisfa {\displaystyle \mu (B)>0}. Allora {\displaystyle t_{n}\geq \mu (B)} per ogni n, e quindi la serie al membro di destra diverge a {\displaystyle +\infty }, che significa che {\displaystyle \mu (A)=-\infty }, cosa non consentita. Quindi, {\displaystyle A} deve essere un insieme negativo.
- Sia {\displaystyle N_{0}\neq \emptyset }. Per induzione, dato {\displaystyle N_{n}} si definisce:

{\displaystyle s_{n}:=\inf\{\mu (D):D\in \Sigma ,\,D\subset X\setminus N_{n}\}}
come l'estremo inferiore (che può valere {\displaystyle -\infty }) di {\displaystyle \mu (D)} per tutti i sottoinsiemi misurabili {\displaystyle D\subset X\setminus N_{n}}. Dal momento che {\displaystyle D} può anche essere l'insieme vuoto, e che {\displaystyle \mu (\emptyset )=0}, si ha {\displaystyle s_{n}\leq 0}. Quindi esiste {\displaystyle D_{n}} in {\displaystyle \Sigma } con {\displaystyle D_{n}\subseteq X\setminus N_{n}} e:
{\displaystyle \mu (D_{n})\leq \max\{s_{n}/2,-1\}\leq 0}
Per quanto detto nella prima parte della dimostrazione, esiste un insieme negativo {\displaystyle A_{n}\subseteq D_{n}} tale che {\displaystyle \mu (A_{n})\leq \mu (D_{n})}. Per concludere il procedimento induttivo, si pone {\displaystyle N_{n+1}=N_{n}\cup A_{n}}.
Sia:
{\displaystyle N=\bigcup _{n=0}^{\infty }A_{n}}
Dato che gli insiemi {\displaystyle (A_{n})_{n\geq 0}} sono disgiunti, si ha per ogni {\displaystyle B\subseteq N} in {\displaystyle \Sigma } che:
{\displaystyle \mu (B)=\sum _{n=0}^{\infty }\mu (B\cap A_{n})}
grazie alla sigma-additività di {\displaystyle \mu }. In particolare, questo mostra che {\displaystyle N} è un insieme negativo. Definendo {\displaystyle P=X\setminus N_{n}}, se {\displaystyle P} non è un insieme positivo allora esiste {\displaystyle D\subseteq P} in {\displaystyle \Sigma } con {\displaystyle \mu (D)<0}. Allora {\displaystyle s_{n}\leq \mu (D)} per ogni n e:
{\displaystyle \mu (N)=\sum _{n=0}^{\infty }\mu (A_{n})\leq \sum _{n=0}^{\infty }\max\{s_{n}/2,-1\}=-\infty }
che non è consentito per {\displaystyle \mu }. Quindi, {\displaystyle P} è un insieme positivo.
- Per provare l'unicità, sia {\displaystyle (N',P')} un'altra decomposizione di Hahn di {\displaystyle X}. Ma allora {\displaystyle P\cap N'} è un insieme positivo e anche negativo, quindi ogni suo sottoinsieme ha misura nulla. Lo stesso vale per {\displaystyle N\cap P'}. Dal momento che:

{\displaystyle P\,\triangle \,P'=N\,\triangle \,N'=(P\cap N')\cup (N\cap P')}
la dimostrazione è conclusa.